# Vampyrella pendula
Vampyrella pendula ist eine Spezies (Art) von amöboiden Einzellern in der Familie Vampyrellidae, die zur Klade der Cercozoa (Cercozoen) innerhalb der Supergruppe Sar (Stramenopiles-Alveolata-Rhizaria) gehört.
Im Gegensatz zu ihrer Schwesterart V. lateritia, die sich ausschließlich von Jochalgen aus der Familie der Zygnemataceae ernährt und nicht von Algen der Gattung Oedogonium (Familie Oedogoniaceae), bevorzugt V. pendula genau diese Gattung (z. B. die Art Oedogonium stellatum) und ignoriert die Zygnemataceae.

## Systematik
Die vollständige Artbezeichnung ist:
Vampyrella pendula Cienk.
In der Literatur findet sich auch die (offensichtlich fehlerhafte) Schreibvariante
Vampyrella pedula Cienkowski
Von dieser Art sind zwei Stämme (en. strains) VP.01 (gefunden in Monsau) und VP.02 (gefunden auf Mainau) bekannt.

Anm.: NCBI gibt für beide Stämme als Fundort Monsau an. Das steht im Widerspruch zu Hess et al. (2012), Tbl. 1, wo als Fundort „Pond on the Flower island in Lake Constance, Germany“ angegeben ist, was sich nur auf Mainau beziehen kann.
Außerdem wird diskutiert, ob die mögliche Spezies
Vampyrella inermis L. Klein 1882
mit der (fehlerhaften) Schreibvariante
Vampyrella intermis Klein
tatsächlich eine Variante von V. pendula ist mit der dann korrekten Bezeichnung
Vampyrella pendula var. inermis (L. Klein) Zopf

## Morphologie und Anatomie
Die Organismen von V. pendula sind räuberische eukaryotische Einzeller,
Im Laufe ihres Lebenszyklus können sie die folgenden Formen annehmen:
- Trophozoit – diese Grundform hat die Gestalt einer in etwa kugelförmigen Amöbe,
- Verdauungszysten (englisch digestive cysts) – mit einer dreifachen Hülle,
- Ruhezysten (en. resting cysts) – selten beobachtet.

### Trophozoit
In der Trophozoitenform ist V. pendula mehr oder weniger kugelförmig und merkliche Formänderungen sind selten.
Junge Trophozoiten erreichen eine Größe von 20–30 μm.
Die bis zu 50 μm langen Pseudopodien (Scheinfüßchen) ragen radial (oder axial) aus dem Körper heraus.
Sie sind dünn, spitz zulaufend, können verzweigt sein und sind mehr oder weniger gleichmäßig auf der Zelloberfläche verteilt; manchmal bilden sie auch Bündel.
Während der Bewegung können sich die Pseudopodien im vorderen Teil der Zelle ansammeln.
Der Körper in der Mitte ist intensiv orange gefärbt (Endoplasma), die Randzonen (Ektoplasma) und Pseudopodien sind farblos.

### Verdauungszysten

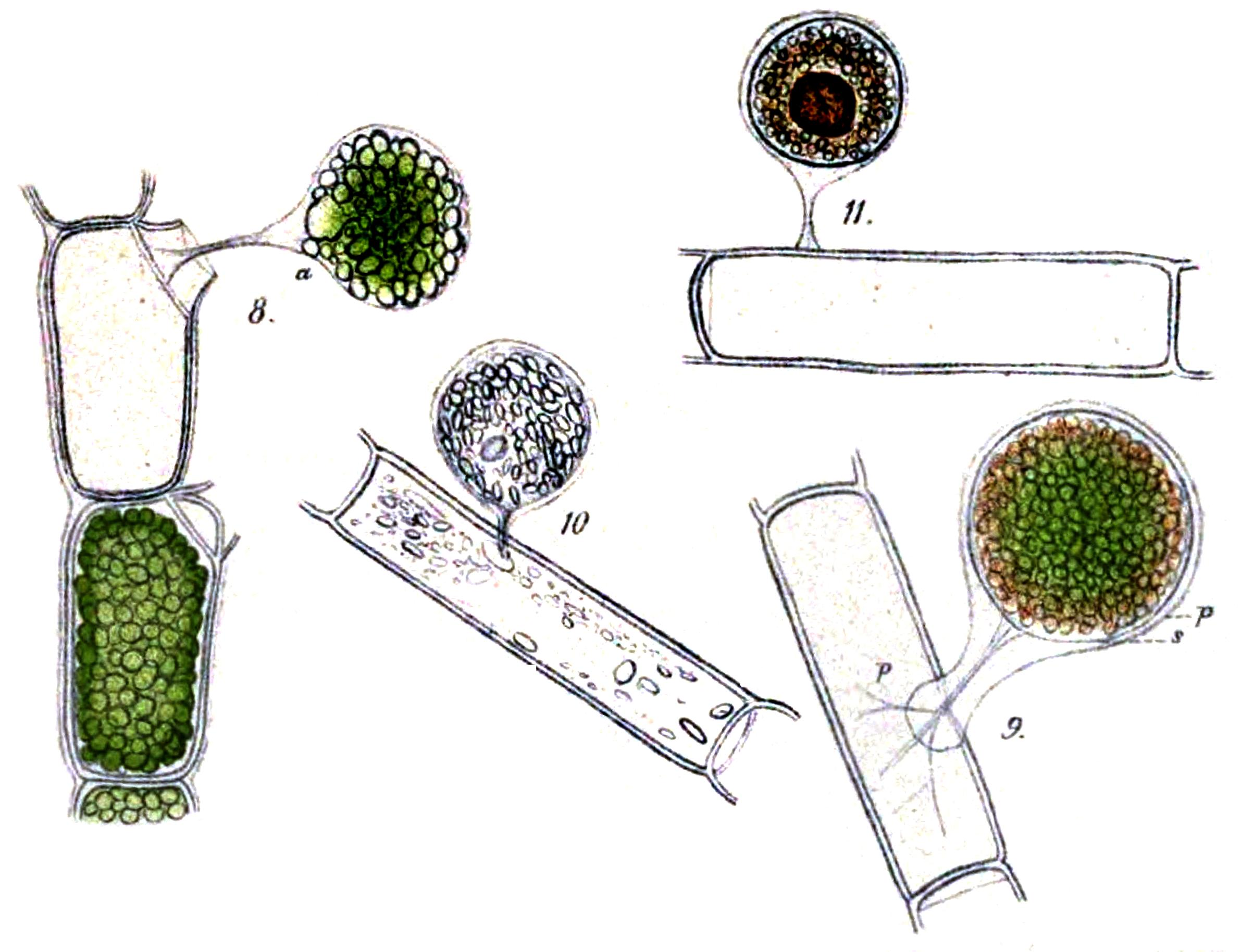
Illustration V. pendula mit Algenbeute
8: Bulbochaete minor A.Braun ex Hirn
9–11: Oedogonium sp., der Trophozoit entwickelt sich zur Verdauungszyste.
Modifiziert nach W. Zopf, 1885.

Die Verdauungszysten (en. digestive cysts) haben einen kugelförmigen oder sehr leicht elliptischen Zellumriss. Sie erreichen einen Durchmesser von 25 μm inklusive der äußeren Zystenhülle.
V. pendula lebt räuberisch und ernährt sich von Algen.
Die äußere Zystenhülle ist zart, mit glatter Oberfläche und in der Form birnenförmig. Sie ist zu einem charakteristischen Stiel (en. stalk) ausgezogen, mit dem sich die Verdauungszyste an die Beute anheftet.
Die äußere Hülle ist zart, tropfen- oder birnenförmig und der Stiel bildet einen Schaft. Der zentrale Warzenhof ist ebenfalls empfindlich und oft schwer zu erkennen. Er kann durch sehr dünne fadenförmige Strukturen mit dem äußeren Warzenhof verbunden sein. Der innere Warzenhof ist glatt und starr im Aussehen.
Die nächste innere Hülle ist ebenfalls sehr zart, manchmal kaum sichtbar. Sie scheint mit der äußeren Hülle durch sehr schwache strangförmige Strukturen verbunden zu sein, die den zarten Stacheln ähneln, wie sie auch für die Ruhezysten dieser Spezies beschrieben wurden.
Die innerste Zystenhülle ist vergleichsweise deutlich erkennbar, mit gleichmäßiger Oberfläche.
Junge Zystenstadien sind grün gefärbt, was von den absorbierten (einverleibten) Chloroplasten der erbeuteten Algen herrührt.
Sie haben dadurch einen voluminösen grünen Inhalt, der von farblosem peripherem (außen befindlichen) Zytoplasma bedeckt ist. Sie haben eine schwache ausgebildete, transparente Hülle, die vielleicht aus Schleim besteht.
Mit fortschreitender Verdauung ändert sich die Farbe der Zyste in ein Orange-Rot. In reifen Verdauungszysten erscheinen die Reste der verdauten Nahrung als brauner zentraler Rückstand, der in der leeren Zyste verbleibt, nachdem der Trophozoit aus ihr geschlüpft ist.

### Ruhezysten

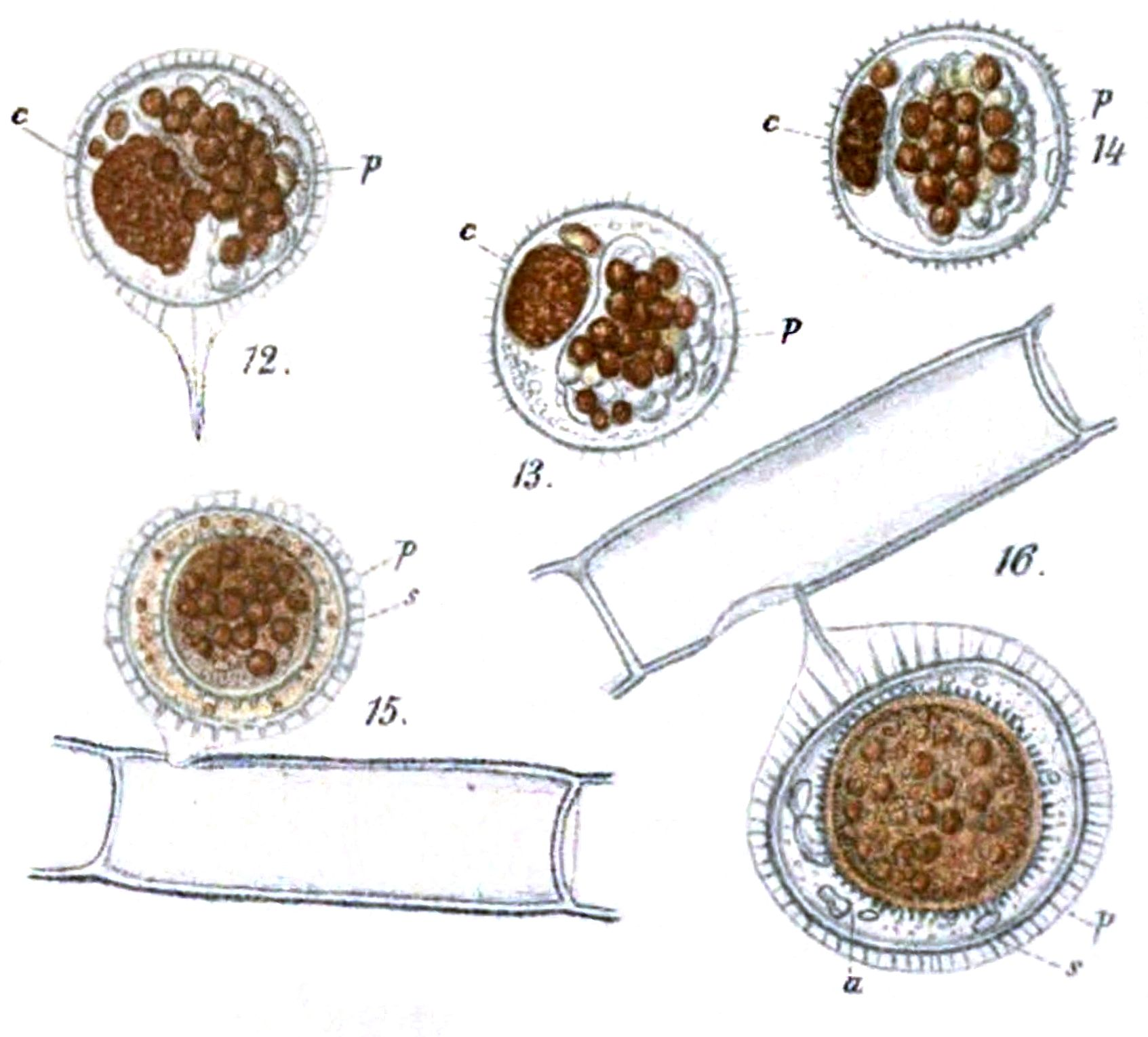
Illustration V. pendula: Die Verdauungszyste entwickelt eine Ruhezsyste.
Modifiziert nach W. Zopf, 1885.

Die Ruhezysten wurden bisher noch nicht im Detail beschrieben, es sind lediglich Zeichnungen von Klein (1882) und Zopf (1885) bekannt.